# Kościół Przemienienia Pańskiego i Najświętszej Maryi Panny w Radomyślu Wielkim
Kościół Przemienienia Pańskiego i Najświętszej Maryi Panny – rzymskokatolicki kościół pomocniczy należący do parafii Przemienienia Pańskiego w Radomyślu Wielkim.

## Historia
Świątynia została wzniesiona w 1873 roku, dzięki staraniom Piotra Kosturkiewicza, jako wotum dziękczynne za ustanie zarazy. Budowla została zniszczona w 1944 roku podczas działań wojennych, następnie została odbudowana w 1955 roku. 

## Architektura
Kościół jest niewielkich rozmiarów, został wzniesiony w stylu neogotyckim; jest to budowla murowana, wybudowana z cegły i kamienia. Świątynia posiada jedną nawę oraz niewyodrębnione prezbiterium, zamknięte trójbocznie. Budowla nakryta jest dachem dwuspadowym, na dachu jest umieszczona neogotycka wieżyczka na sygnaturkę. Ściany zewnętrzne kościoła są opięte przyporami, między którymi znajdują się ostrołukowe okna. Fasada frontowa jest zwieńczona uskokowym szczytem z lancetowatym ostrołukowym oknem w środkowej części ujętym w tożsame ostrołukowe blendy.